# Schlesien (Schiff)
Die Schlesien war ein Linienschiff der Deutschland-Klasse. Sie wurde 1908 für die Kaiserliche Marine in Dienst gestellt und im Ersten Weltkrieg eingesetzt. Nach dem Krieg war das Schiff Teil der Reichsmarine und ab 1935 der Kriegsmarine, in dieser Zeit war sie vom 1. März 1927 bis zum 4. Mai 1945 im Dienst.

## Geschichte

### Kaiserliche Marine
Die Inbaugabe der Schlesien erfolgte als „Linienschiff R“, wobei ihre Schwesterschiffe die Baubezeichnungen „N“ (Deutschland), „P“ (Hannover), „O“ (Pommern) und „Q“ (Schleswig-Holstein) erhielten.
Der Bauauftrag für die Schlesien erfolgte am 11. Juni 1904 an die Werft F. Schichau in Danzig. Die Kiellegung fand am 19. November 1904 statt. Der Stapellauf am 28. Mai 1906 erfolgte in Anwesenheit des Kaisers. Im März des Jahres 1908 erfolgte die Endausrüstung in Kiel. Am 5. Mai 1908 wurde die Schlesien in Dienst gestellt. Inzwischen hatte die Royal Navy mit der Dreadnought das erste Schlachtschiff mit einheitlichem Kaliber der Hauptartillerie in den Dienst übernommen. Schiffe wie die Schlesien waren damit bereits bei ihrer Indienststellung veraltet.
Mit Kriegsausbruch 1914 war die Schlesien im Sicherungsdienst in der Deutschen Bucht eingesetzt, später als Zielschiff für Unterseeboote. 1916 nahm sie an der Skagerrakschlacht teil. Anschließend wurde sie mit verringerter artilleristischer Ausstattung als Schulschiff verwendet. Bei Ausbruch der Novemberrevolution 1918 verließ die Schlesien am 5. November Kiel, ehe sich der Kieler Matrosenaufstand an Bord ausbreiten konnte, in Richtung Stützpunkt Flensburg-Mürwik. Als das Schiff vor Flensburg-Mürwik ankerte, erlaubte der Kommandant, Fregattenkapitän Hugo von Waldeyer-Hartz, den Besatzungsangehörigen, die sich zur Revolution bekannten, das Schiff zu verlassen. Es blieb weniger als die Hälfte der Besatzung und nur wenig Maschinenpersonal. Vom 6. bis zum 9. November legte die Schlesien eine Irrfahrt durch die Ostsee zurück, um den revolutionären Kräften zu entgehen. Die an Bord befindlichen Seekadetten der Offiziercrew VII/18 ersetzten das Maschinenpersonal und bezeichneten ihre Crew fortan als „Schlesien-Crew“.
Am 10. November 1918 bzw. am 1. Dezember 1918 wurde die Schlesien außer Dienst gestellt.

### Reichs- und Kriegsmarine

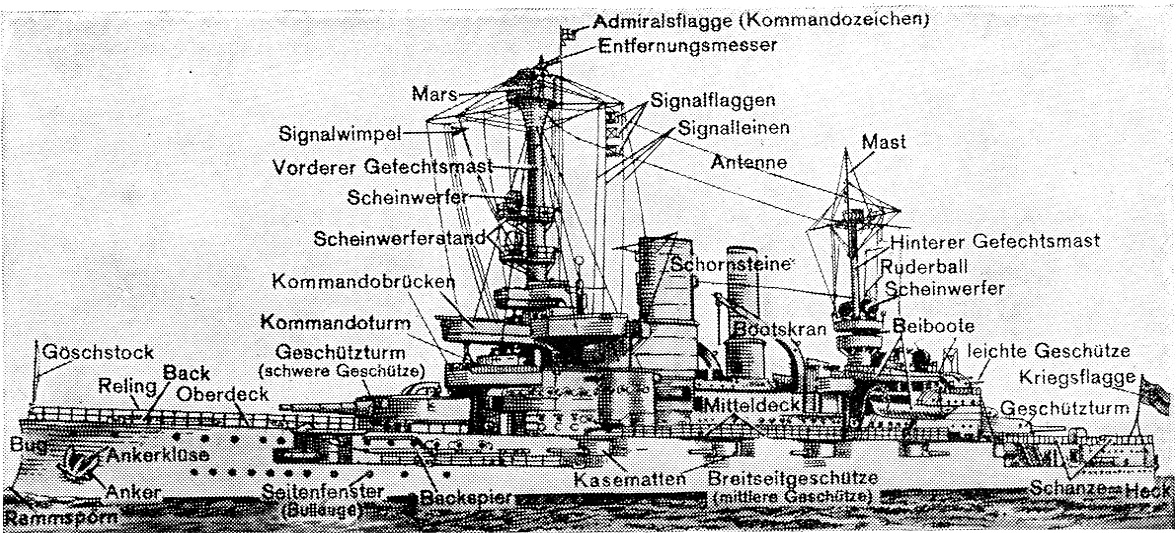
Schlesien, 1937

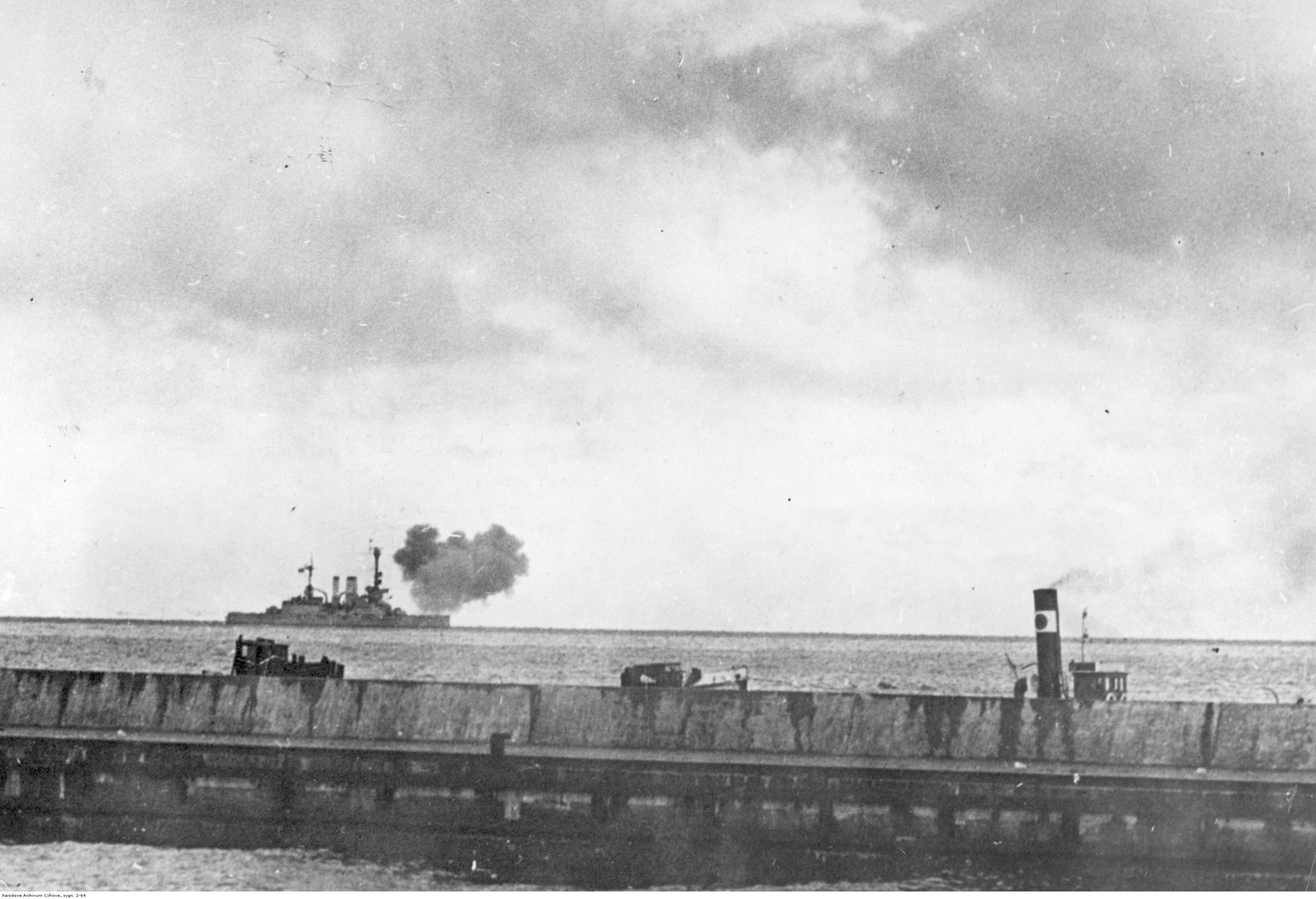
Schlesien beim Beschuss des Befestigten Gebietes Hela am 27. September 1939

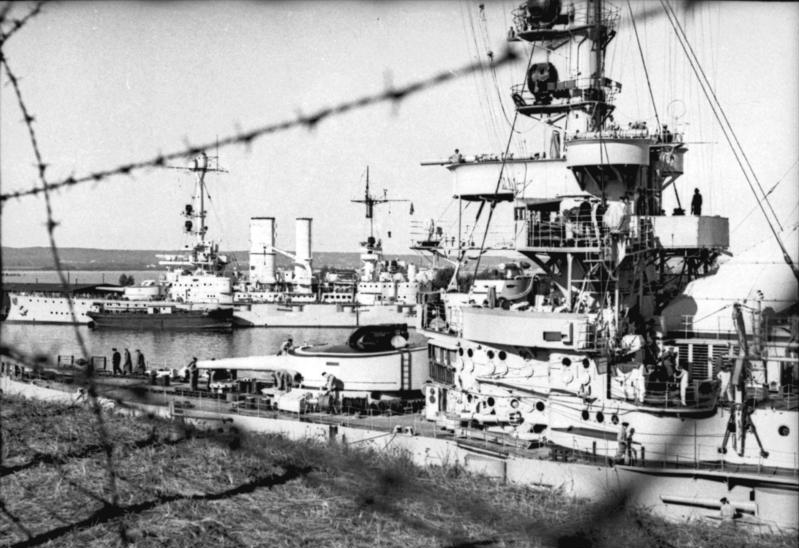
Schlesien (Hintergrund) und Schleswig-Holstein (vorne) an der Westerplatte nach der Eroberung

Die Schlesien wurde am 1. März 1927 als Ersatz für die Hannover in die Reichsmarine übernommen und wieder in Dienst gestellt und war folgend im Flottendienst aktiv. In den Jahren 1938/1939 wurde die Antriebsanlage vollständig auf Ölfeuerung umgestellt.
Die Schlesien nahm insgesamt nur begrenzt an Hilfseinsätzen für die Marine im Zweiten Weltkrieg teil, da das Schiff zu diesem Zeitpunkt bereits völlig veraltet war. Beim Überfall auf Polen im September 1939 beschoss sie zusammen mit ihrem Schwesterschiff Schleswig-Holstein polnische Stellungen und Küstenbatterien des Befestigten Gebietes Hela und bei Jastarnia. Am 27. September 1939 lieferte sie sich ein Duell mit der Küstenbatterie Nr. 32, deren Granaten zwar in der Nähe explodierten, aber keinen größeren Schaden anrichteten.
Die Mittelartillerie, die in der Reichsmarine anfangs aus 14 Stück 15-cm-Kanonen bestand und bis 1935 auf zehn Kanonen reduziert wurde, kam noch 1939 von Bord des Schiffs. Die Geschütze kamen später auf den Hilfskreuzern Pinguin, Atlantis und Thor zum Einsatz.
1940 nahm die Schlesien an der Besetzung Dänemarks während des Unternehmens Weserübung teil. Mit anderen Marineschiffen transportierte sie Soldaten zu den dänischen Hafenstädte Nyborg auf Fünen und Korsör auf Seeland, um dadurch die Verbindung zwischen den beiden dänischen Hauptinseln zu unterbrechen. Als die Schleswig-Holstein in der Nähe von Langeland auf Grund lief, übernahm die Schlesien einen Teil ihrer Vorräte, damit diese freikam. Im Jahr 1941, nach dem Angriff auf die UdSSR, wurde sie zum Schutz von Minenlegern zusammen mit der Schleswig-Holstein bei der Verlegung von Minenfeldern in der östlichen Ostsee eingesetzt.
Sie war dann im Krieg bis 1944 als Kadettenschulschiff, Wohnschiff und Eisbrecher im Einsatz. In den Jahren 1943 und 1944 absolvierte das Schiff aufgrund der in dieser Phase des Krieges immer knapper werdenden deutschen Ölvorräte nur begrenzte Übungseinsätze in der Ostsee.
Während dieser Zeit wurde die Bewaffnung des Schiffes mehrmals überarbeitet. Im Jahr 1943 wurde zwei 3,7-cm-Zwillingskanonen zur Flugabwehr installiert, eine auf jeder Seite der Schiffsbrücke. 1944 wurde die Flugabwehrbewaffnung des Schiffes durch zahlreiche 2-cm-, 4-cm-Geschütze und 10,5-cm-Fla-Geschütze erheblich verstärkt, während andere frühere Geschütze entfernt wurden. Die Flakbewaffnung wurde auf Einzel-, Doppel- und Vierfachlafetten installiert. Über die genaue Anzahl der Geschütze gibt es unterschiedliche Angaben. Die Schlesien war nun außerdem mit einem FuMO-25-Suchradar und einem FuMB-6-Radarortungsgerät ausgestattet, die beide auf dem Fockmast installiert waren. Ab September 1944 diente sie mit verstärkter Flugabwehrartillerie als Flugabwehrschiff.
Vom 15. bis 21. März 1945 wurde das Schiff von Danzig nach Gotenhafen und dann nach Sopot verlegt, um die deutschen Streitkräfte in diesem Gebiet im Kampf gegen Bodentruppen der Roten Armee mit Geschützen zu unterstützen. Anschließend wurde sie eingesetzt, um mehr als 1.000 verwundete Soldaten von Sopot nach Swinemünde zu transportieren, wo sie auch ihre Munition auffüllte. Anschließend blieb sie im Hafen, um die vorrückende sowjetische 2. Stoßarmee zu beschießen. Am 2. Mai erhielt sie den Befehl, die Peenebrücke Wolgast zu schützen, die Wolgast mit der Insel Usedom verband. Am 3. Mai 1945, 3:01 Uhr, lief sie südöstlich der Greifswalder Oie auf eine aus der Luft abgeworfene britische Grundmine. Der Minentreffer ereignete sich im Bereich des Vorschiffs und beschädigte das Schiff schwer. Zwei Seeleute wurden getötet. Die Schlesien wurde vom Zerstörer Z 39 auf die Reede von Swinemünde geschleppt, wo sie mit ihrer Flugabwehr die Evakuierung von Usedom sicherte. Die Besatzung versenkte das Schiff im flachen Wasser, um es vor Luftangriffen und dem Risiko des Kenterns zu bewahren. Am Abend des 4. Mai 1945, mit dem Abschluss der Räumung von Usedom durch die Kriegsmarine, wurde die Schlesien gesprengt und sank auf Grund. Weil aber Teile der Aufbauten aus dem Wasser ragten, legte man Feuer, um die Selbstzerstörung zu vollenden.

### Verbleib
Mit der Verschrottung wurde vier Jahre nach dem Kriegsende begonnen. Die Arbeiten zogen sich sehr in die Länge, und erst 1970 waren die Überreste des Schiffs größtenteils abgewrackt. Noch im Jahre 1980 waren Reste zu sehen, die in den folgenden Jahren abgebrochen wurden.

## Technische Beschreibung

### Technische Daten
- Vermessung 8048 BRT, 4145 NRT
- Konstruktionsverdrängung 13.191 t
- Einsatzverdrängung 14.218 t
- Panzerung: Deck 40 mm, Panzerdeckböschungen 97 mm bzw. 67 mm, Kommandoturm vorn 30 mm bis 300 mm, achtern 140 mm, Gürtelpanzer bis zu 240 mm auf 80-mm-Teakholzhinterlage. Kasematten 170 mm, Schilde 70 mm, Zitadelle 170 mm, Türme der Schweren Artillerie sowie der Barbetten bis zu 280 mm.

### Bewaffnung
Die Bewaffnung bestand aus vier 28-cm-Schnellladekanonen L/40, 14 17-cm-Schnellladekanonen L/40, 20 8,8-cm-Schnellladekanonen L/35 sowie zeitweise vier Maschinenkanonen. Weiterhin waren sechs Unterwassertorpedorohre mit einem Durchmesser von 45 cm vorhanden. Im weiteren Verlauf wurde die Bewaffnung, abgesehen von der Hauptbewaffnung, mehrfach geändert.

### Antrieb und Besatzung
Die Antriebsleistung betrug 18.923 PSi, der Fahrbereich betrug 4800 Seemeilen bei 10 Knoten Geschwindigkeit. Es konnten maximal 1750 t Kohle mitgeführt werden, nach dem Einbau der Öl-Zusatzfeuerung 1380 t Kohle und 180 t Heizöl. Von 1938 auf 1939 wurde die Antriebsanlage umfassend modernisiert und gegen einen Öl-Antrieb ausgetauscht. Die Konstruktionsgeschwindigkeit betrug 18,5 kn.
Die Besatzungsstärke lag bei 35 Offizieren und 708 Mann, wobei die Besatzung bei Sonderverwendung (Flotten- oder Geschwaderflaggschiff) verstärkt wurde.

## Kommandanten
| 5. Mai bis Juli 1908                      | Kapitän zur See Franz von Holleben                            |
| Juli bis September 1908                   | Kapitän zur See Friedrich Schultz                             |
| September 1908 bis 30. September 1909     | Kapitän zur See Reinhard Koch                                 |
| 1. Oktober 1909 bis Februar 1911          | Kapitän zur See Hugo Louran                                   |
| Februar bis Oktober 1911                  | Kapitän zur See Hugo Langemak                                 |
| 4. Oktober 1911 bis 30. September 1912    | Kapitän zur See Carl Schaumann                                |
| 1. Oktober 1912 bis März 1915             | Kapitän zur See Carl Hollweg                                  |
| März bis April 1915                       | Korvettenkapitän Maximilian Becker (in Vertretung)            |
| April 1915 bis September 1916             | Kapitän zur See Friedrich Behncke                             |
| September 1916 bis Juni 1917              | Kapitän zur See Ernst Ewers                                   |
| Juni bis August 1917                      | Korvettenkapitän Paul Globig (in Vertretung)                  |
| August bis Oktober 1917                   | Korvettenkapitän Günther Paschen                              |
| Oktober bis November 1917                 | Kapitänleutnant der Reserve Franz Wilde (in Vertretung)       |
| November 1917 bis April 1918              | Korvettenkapitän/Fregattenkapitän Hans Pochhammer             |
| April 1918                                | Fregattenkapitän Max Lutter                                   |
| April bis Mai 1918                        | Kapitän zur See Gustav Luppe                                  |
| Mai bis September 1918                    | Fregattenkapitän Otto Döhring                                 |
| September bis 10. November 1918           | Fregattenkapitän Hugo von Waldeyer-Hartz                      |
| November 1918                             | Kapitänleutnant der Seewehr Heinrich Dau                      |
| November bis 1. Dezember 1918             | Kapitänleutnant Hermann Brunswik                              |
| 1. März bis 27. September 1927            | Kapitän zur See Werner Tillessen                              |
| 28. September 1927 bis 30. September 1928 | Fregattenkapitän/Kapitän zur See Alfred Saalwächter           |
| 1. Oktober 1928 bis 22. September 1929    | Fregattenkapitän/Kapitän zur See Max Bastian                  |
| 23. September 1929 bis 23. September 1932 | Kapitän zur See Kurt Aßmann                                   |
| 1. Oktober 1932 bis 28. September 1934    | Kapitän zur See Wilhelm Canaris                               |
| 27. September 1934 bis 24. September 1936 | Kapitän zur See Heinrich Ancker                               |
| 25. September 1936 bis 29. September 1937 | Kapitän zur See Thilo von Seebach                             |
| 1. Oktober 1937 bis 3. August 1938        | Kapitän zur See Friedrich-Wilhelm Fleischer                   |
| 4. August 1938 bis 4. April 1939          | Kapitän zur See Werner Lindenau                               |
| 20. April bis 16. November 1939           | Kapitän zur See Kurt Utke                                     |
| 17. November 1939 bis 30. Juli 1940       | Kapitän zur See Günther Horstmann                             |
| Juli bis August 1940                      | Fregattenkapitän Arnold Oehrl                                 |
| Januar bis Mai 1941                       | Fregattenkapitän Johannes Isenlar (m. d. W. d. G. b.)         |
| Mai 1941 bis Oktober 1941                 | Kapitän zur See Werner Lindenau                               |
| 15. Januar bis 30. Juni 1942              | Kapitän zur See Ernst von Studnitz                            |
| Juni bis September 1942                   | Fregattenkapitän Walter Hauser (m. d. W. d. G. b.)            |
| September 1942 bis Februar 1943           | Kapitän zur See Franz Frerichs                                |
| Februar bis März 1943                     | Korvettenkapitän d. Res. Oscar Brödermann (m. d. W. d. G. b.) |
| März bis Juni 1943                        | Korvettenkapitän Helmut von Oechelhaeuser (m. d. W. d. G. b.) |
| Juni 1943 bis November 1944               | Kapitän zur See Alfred Roegglen                               |
| November 1944 bis 4. Mai 1945             | Kapitän zur See Hans-Eberhard Busch                           |

## Bekannte Besatzungsangehörige
- Hans Pochhammer (1877–1946), ranghöchster deutscher Überlebender der Falklandschlacht, später als Buchautor bekannt
- Walter Heck (1910–1987), als Flottillenadmiral Unterabteilungsleiter im Führungsstab der Streitkräfte (1969/70)
- Heinz Kühnle (1915–2001), vierter Inspekteur der Marine (1971–1975)